# Oreopanax peltatus
Oreopanax peltatus är en araliaväxtart som beskrevs av Linden och Regel. Oreopanax peltatus ingår i släktet Oreopanax och familjen Araliaceae. Inga underarter finns listade.